# 伊吹おろし

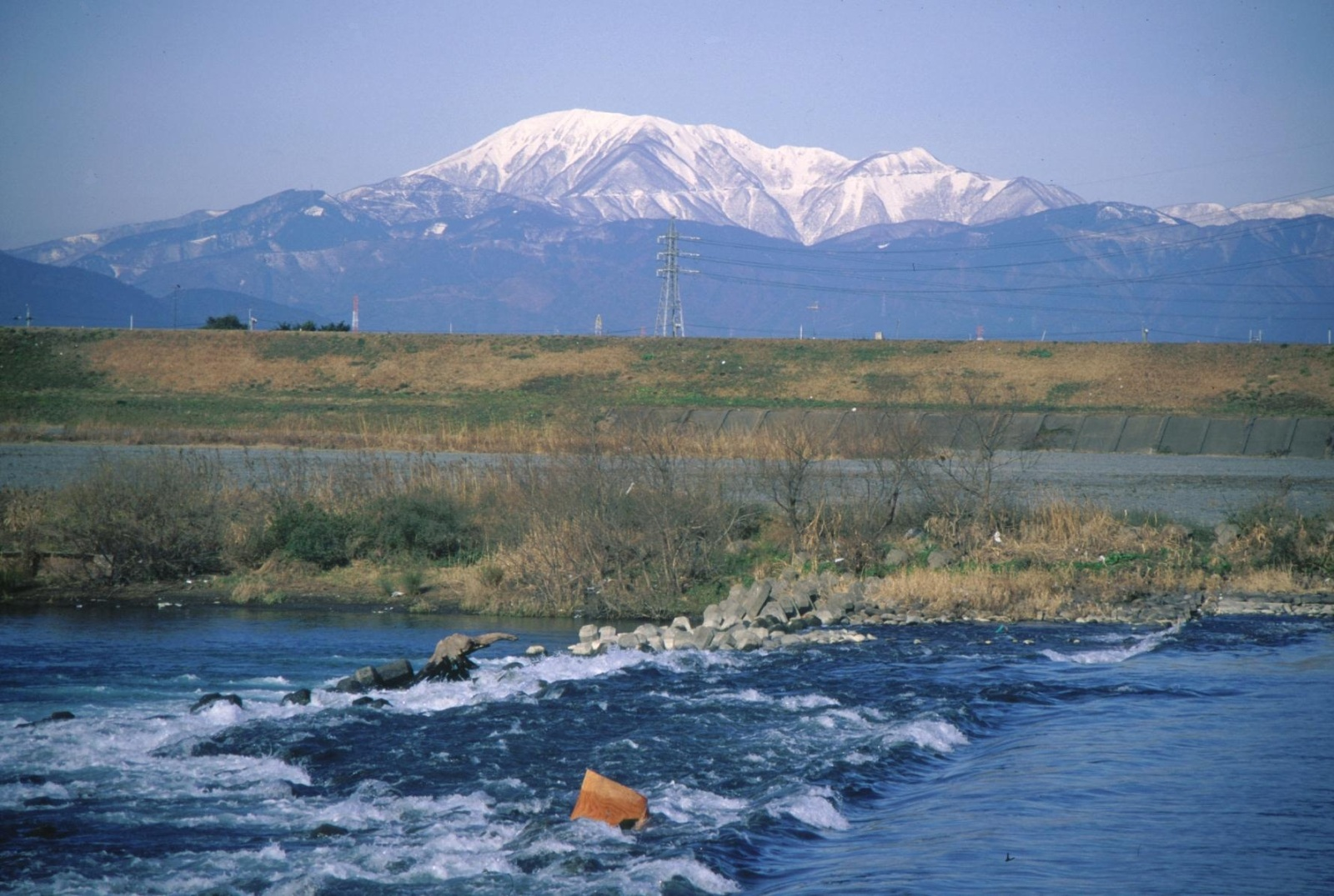
揖斐川左岸から望む伊吹山
濃尾平野には冬に北西の伊吹山方面から伊吹山おろしの乾いた冷たい季節風が吹く

伊吹颪（いぶきおろし）は、濃尾平野から渥美半島にかけての地域において、冬季に北西の方角から吹く季節風の呼び名である。これらの地方から見て伊吹山の方角から吹くことからこの名がある。
なお、冬季以外も伊吹山方面から風が吹くが、特に呼称はない。

## 概要
濃尾平野の北西には若狭湾から琵琶湖を経て伊吹山の麓の関ケ原に至る回廊状の地形が存在する。このため、日本海側の冬の季節風がこの回廊を通って吹き込んでくる。この風は若狭湾～琵琶湖で降雪や曇天をもたらし、関ヶ原を越えるころには乾いた冷たい風となって濃尾平野に吹き込む。これが伊吹おろしと呼ばれるものである。
| [ 3 ] | 1月  | 2月  | 3月  | 4月  | 5月    | 6月 | 7月 | 8月    | 9月    | 10月 | 11月 | 12月 |
| ----- | ---- | ---- | ---- | ---- | ------ | --- | --- | ------ | ------ | ---- | ---- | ---- |
| 風速  | 2.4  | 2.7  | 2.9  | 2.9  | 2.7    | 2.5 | 2.4 | 2.6    | 2.4    | 2.2  | 2.1  | 2.2  |
| 風向  | 北西 | 北西 | 北西 | 北西 | 西北西 | 西  | 西  | 南南西 | 西北西 | 北西 | 北西 | 北西 |

| [ 4 ] | 1月    | 2月    | 3月    | 4月    | 5月    | 6月    | 7月    | 8月    | 9月    | 10月   | 11月   | 12月   |
| ----- | ------ | ------ | ------ | ------ | ------ | ------ | ------ | ------ | ------ | ------ | ------ | ------ |
| 風速  | 3.1    | 3.4    | 3.5    | 3.3    | 3.0    | 2.7    | 2.7    | 2.9    | 2.7    | 2.6    | 2.6    | 2.8    |
| 風向  | 北北西 | 北北西 | 北北西 | 北北西 | 北北西 | 南南東 | 南南東 | 南南東 | 北北西 | 北北西 | 北北西 | 北北西 |

## 校歌・寮歌
伊吹山の近辺にある小学校、中学校、高校の校歌には、伊吹おろしが題材に使われていることが多い。
- 旧制第八高等学校寮歌「伊吹おろし」（1916年）[5]
- 名古屋市立藤森中学校校歌（1980年（昭和55年）制定）[6]
- 名古屋市立昭和橋小学校校歌
- 稲沢市立領内小学校校歌
- 愛西市立永和小学校校歌

## 伊吹おろしが登場する作品
- 「濃尾恋歌」2014年4月23日リリース　石原詢子 / Sony Music
- 「伊吹おろし」2020年6月7日リリース　TM Brothers feat.宮木公香 / tm_cafe
- 「伊吹おろし」2020年6月10日リリース　森山愛子 / Universal Music